# Grécia otomana
Grécia Otomana é o termo utilizado para designar o período de domínio otomano na Grécia. Grande parte da Grécia foi parte do Império Otomano, a partir do século XIV, mesmo antes da captura de Constantinopla, até o final da guerra de independência grega no início dos anos 1830. Os Turcos Otomanos controlaram a Grécia peninsular desde o século XV, mas algumas ilhas permaneceram sob o domínio de Veneza até o século XVIII.

## História
A maior parte da Grécia gradualmente tornou-se parte do Império Otomano no século XV até a sua declaração de independência em 1821; um período histórico, também conhecido como Turcocracia (em grego: Τουρκοκρατία, "governo turco").
O Império Bizantino, que tinha governado a maior parte do mundo grego por mais de 1100 anos, tinha sido fatalmente enfraquecido desde o saque de Constantinopla pelos cruzados em 1204.
O avanço otomano na Grécia foi precedido pela vitória sobre os sérvios para o seu norte. Primeiro, os otomanos venceram em 1371 na Batalha do Maritsa - na qual as forças sérvias foram lideradas pelo rei Blucasino Demétrio, o pai de Marco e co-regente do último imperador da dinastia sérvia Nemânica, Estêvão Uresis V. A esta batalha se seguiu outra, ainda pior: a vitória otomana na batalha do Kosovo de 1389.
Com mais nenhuma ameaça por parte dos sérvios, os otomanos capturaram Constantinopla em 1453 e avançaram para o sul da Grécia com a captura de Atenas, em 1458. Os gregos mantiveram Peloponeso até 1460, e os venezianos e genoveses agarraram-se a algumas das ilhas, mas em 1500 a maioria das planícies e das ilhas da Grécia estavam em mãos dos otomanas. As montanhas da Grécia foram praticamente intocadas, e eram um refúgio para os gregos a fugir do domínio estrangeiro e se envolverem em guerra de guerrilha .

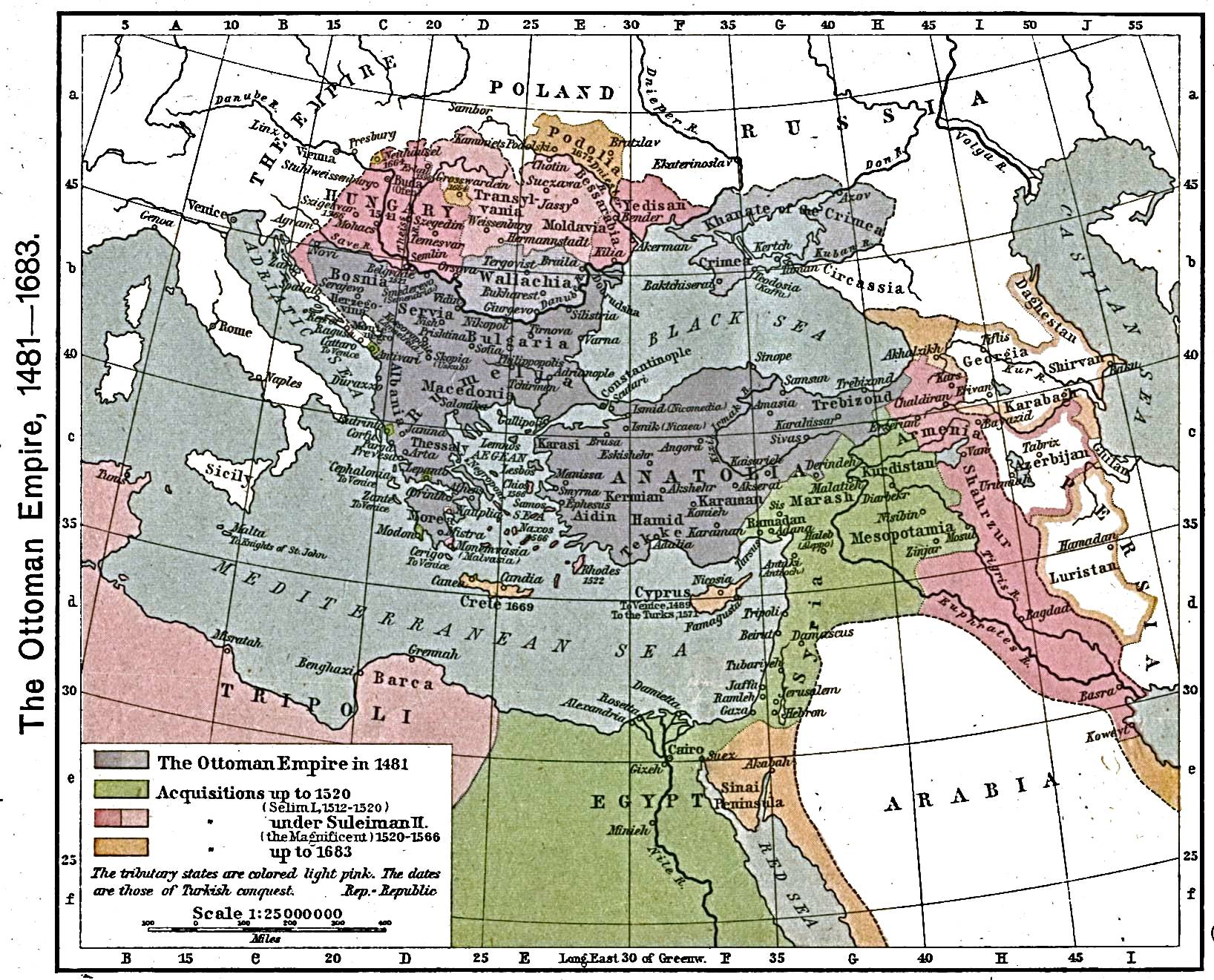
Mapa do Império Otomano de 1481 a 1683.

Chipre caiu em 1571, e os venezianos retiveram Creta até 1670. As Ilhas Jônicas foram apenas brevemente governada pelos otomanos (Cefalônia de 1479-1481 e 1485-1500), e manteve-se principalmente sob o domínio de Veneza.
Durante a dominação turca, os gregos puderam conservar suas características e praticar sua religião mediante ao pagamento de uma taxa especial. Os turcos confiscaram algumas terras para parti-las entre seus funcionários civis e religiosos. Em outros casos respeitaram as posses de antigos proprietários. Na costa, os gregos especializaram-se no comércio e em Istambul se formou uma grande burguesia comercial que influenciou o Governo Otomano.
Durante os séculos XVI e XVII sucedeu-se a insurreição dos gregos, que se multiplicavam nos tempos em que o Império Otomano se enfrentava com alguma potência europeia. No século XVIII, a decadência do Império Otomano favoreceu a formação de grupos de bandidos e piratas, que se converteram nos primeiros núcleos do levantamento nacional. Ao final desse século, alguns gregos emigrados organizaram sociedades para preparar a revolta. Estes emigrados propagaram com êxito na Europa os ideais do nacionalismo grego.